# Сидько, Алёна Викторовна
Алёна Ви́кторовна Сидько́ (20 сентября 1979, Заозёрный, Красноярский край) — российская спортсменка, член олимпийской сборной команды России по лыжным гонкам на Олимпиаде в Турине. Бронзовый призёр этих Игр, медаль завоевала в спринтерской гонке на 1,5 километра. Кроме того, обладательница бронзовой медали чемпионата мира по лыжным гонкам в спринтерской эстафете (Обестдорф-2005), которую завоевала вместе с Юлией Чепаловой.

## Сидько и допинг
26 января 2010 года, за три недели до начала Олимпийских игр в Ванкувере, была уличена в применении допинга. На следующий день написала заявление об отказе от вскрытия пробы «В», и в тот же день решением исполкома Федерации лыжных гонок России была дисквалифицирована на два года.(lenta.ru)
Бывший тренер Алёны Сидько заслуженный тренер России Татьяна Ревина считает, что Алёна не могла пойти на использование запрещённых препаратов самостоятельно:

Я не думаю, что Алёна делала что-то самостоятельно. Алёна — такой человек, который самостоятельно ничего делать не будет. И мы видим, что наша Федерация вновь бросила спортсмена на произвол судьбы. Я представляю, в каком состоянии сейчас находится Алёна. Она вообще очень ранимый человек, и ей очень нужна моральная поддержка. Точно так же [в своё время] Федерация моментально отвернулась от Дементьева, Чепаловой. (skisport.ru)